# باب نیوورتس
باب نیوورتس (انگلیسی: Bob Neuwirth؛ زادهٔ ۲۰ ژوئن ۱۹۳۹ – ۱۸ مهٔ ۲۰۲۲) یک موسیقی‌دان اهل ایالات متحده آمریکا خواننده فولک، ترانه‌سرا، آهنگ‌ساز و یک هنرمند تجسمی بود. او به دلیل اینکه مدیر برنامه‌ها و دستیار باب دیلن و همچنین به خاطر نوشتن آهنگ موفق جنیس جاپلین «مرسدس بنز» مشهور گردید.
از فیلم‌ها یا برنامه‌های تلویزیونی که وی در آن نقش داشته‌است می‌توان به «به عقب نگاه نکن» اشاره کرد.

## زندگی‌شخصی و مرگ
باب نیوورتس تا زمان مرگش در یک شراکت داخلی با پائولا بتسون همراه بود.او در سالهای پایانی زندگی خود در سنتا مونیکا، کالیفرنیا اقامت داشت. آثار هنری او در گالری ترک ۱۶ در نمایشگاهی با عنوان «بالا و پایین: نقاشی‌های باب نیوورتس، ۱۹۶۴–۲۰۰۹» در سال ۲۰۱۱ به نمایش گذاشته شد.
نیوورتس در غروب ۱۸ مه ۲۰۲۲ در سنتا مونیکا درگذشت. او ۸۲ سال داشت و قبل از مرگش دچار نارسایی قلبی بود.